# Tătăruși
Tătăruși là một xã thuộc hạt Iași, România. Dân số thời điểm năm 2002 là 5645 người.